# Козак Василь Васильович
Васи́ль Васи́льович Коза́к (28 червня 1943, Киселів, Румунське королівство — 1 жовтня 2018, Чернівці, Україна) — український музикант, артист Заслуженого академічного буковинського ансамблю пісні і танцю Чернівецької обласної філармонії. Сурмач Чернівецької ратуші.

## Життєпис
Василь Козак народився у селі Киселів, що на Чернівеччині. Музикою почав цікавитися зі шкільних років. Серед усіх інструментів, що придбав колгосп для створення оркестру, обрав трубу. Після закінчення школи вступив Чернівецького музичного училища. Згодом навчався у Львівській консерваторії імені Миколи Лисенка. 1963 року почав грати у ансамблі пісні й танцю Прикарпатського військового округу. Працював також у Шахтарському ансамблі пісні й танцю. Повернувся до Чернівців, відгукнувшись на пропозицію народного артиста України Андрія Кушніренка приєднатися до Заслуженого академічного Буковинського ансамблю пісні й танцю.
11 листопада 2004 року Василь Козак став офіційним сурмачем Чернівецької ратуші. Протягом майже 14 років він щодня підіймався на вежу будівлі у колоритному буковинському одязі та рівно о 12:00 виконував пісню Степана Сабадаша та Михайла Ткача «Марічка», яку через це почали називати неофіційним славнем Чернівців.
1 жовтня 2018 року Василь Козак помер після важкої хвороби. Наступного дня на знак скорботи «Марічку» не зіграли вперше з 2004 року.

## Відзнаки
- Медаль «На славу Чернівців» (11 листопада 2014)[1]
- Почесна відзнака Чернівецької міської ради (6 жовтня 2016)[2]